# 馬自勇
馬自勇（1958年－），中華民國空軍中將（退役）、商人，畢業於空軍官校1980年班（正69年班），F5戰機飛官出身，現任富鄰保全公司總經理，曾任副參謀總長、國防大學副校長、空作部副指揮官、參謀本部作計參謀助次、空軍戰訓處長、空軍443聯隊長。

## 荣誉

### 中华民国勋章奖章
- 四等宝鼎勋章（2018年8月27日于台北颁授[4]）